# Camille Vasquez
Camille Vasquez (parfois appelée Camille Vasquez), est une avocate américaine, née le 6 juillet 1984 dans le comté d'Alameda.
Elle est surtout connue pour son travail au sein du cabinet d'avocats Brown Rudnick en représentant l'acteur Johnny Depp dans la bataille judiciaire qu'il a intentée contre son ex-femme Amber Heard.

## Biographie

### Enfance et éducation
Camille Vasquez naît le 6 juillet 1984 dans le comté d'Alameda, près de San Francisco, en Californie, d’un couple colombien-cubain : Leonel Vasquez et María Marilia Puentes,. Elle obtient son Bachelor of Science (baccalauréat en sciences) avec mention magna cum laude à l'Université de Californie du Sud en 2006. En 2010, elle obtient son Juris Doctor à la Southwestern Law School de Los Angeles,.

### Carrière
La carrière juridique de Vasquez s'est concentrée sur le contentieux et l'arbitrage, en particulier dans la représentation des plaignants dans les litiges en diffamation. À partir de 2022, elle exerce en tant qu'associée au bureau de Californie du Sud du cabinet Brown Rudnick,. Vasquez représente l'acteur Johnny Depp dans des affaires contre son ancien avocat et directeur commercial, puis dans son procès en diffamation contre son ex-femme, Amber Heard.
Elle reçoit une attention particulière du public pour sa représentation de Depp dans l'affaire Depp vs Heard,,. Le procès est diffusé en direct, recevant une large audience dans le monde entier. En conséquence, Google Trends a noté une augmentation significative des recherches de son nom, et un hashtag de son nom a reçu plus de 980 millions d' impressions sur la plateforme de partage de vidéos TikTok. Vogue l'a qualifiée de « célébrité du jour au lendemain » à la suite du procès. Après la fin des procès, Vasquez est « inondée » d'offres de cabinets d'avocats et de clients potentiels d'Hollywood, l'appelant «  la licorne - une avocate intelligente, avisée et posée dont la performance percutante pendant le procès l'a propulsée à un niveau de visibilité rare ».

## Vie privée
Vasquez vit dans le comté d'Orange, en Californie, et est actuellement[Quand ?] en couple avec Edward Owen,.